# Ask
Ask (інколи українською Аск) — ціна пропозиції, також інколи offer — найнижча ціна, за якою хто-небудь бажає продати дану акцію, опціон, ф'ючерс, валюту. Кількість цінних паперів, які продавець бажає продати за ціною Аск іменується «розміром аска» (англ. Ask Size).